# ジェフリー・マーシー
ジェフリー・マーシー（Geoffrey W. Marcy、1954年9月29日 - ） は アメリカ合衆国の天文学者。太陽系外惑星の観測の第一人者であり、初期に発見された100個の系外惑星のうちの70個をポール・バトラー、デブラ・フィッシャーとともに発見した。

## 経歴
ミシガン州 のセントクレアショアーズ 生まれ。カリフォルニア大学ロサンゼルス校で物理と天文学を学び1976年首席で卒業した。1982年にカリフォルニア大学サンタクルーズ校で天文物理学の博士号を取得した。1982年から1984年までカーネギー研究所で教え、1984年からサンフランシスコ州立大学で助教授・教授、カリフォルニア大学バークレー校で天文学の教授を務めた。
1995年にミシェル・マイヨールとディディエ・ケローによって報告されたペガスス座51番星の惑星が実在することを確認し、この年以降マーシー自身も相次いで太陽系外惑星を発見した。主な発見は、アンドロメダ座υ星が3個の惑星をもつこと（1996年)、HD209458bの恒星面通過の確認、5天文単位を超える軌道をもつかに座55番星d、海王星サイズの系外惑星、グリーゼ436bとかに座55番星eなどがある。
バトラーとともに2001年にヘンリー・ドレーパー・メダル、2002年にベアトリス・ティンズリー賞を受賞し、2005年にマイヨールとショウ賞を、2013年にトムソン・ロイター引用栄誉賞を受賞した。
2015年、長年に渡るセクシャル・ハラスメントにより譴責を受けている。
2015年10月12日、ブレイクスルー・リッスンの主任研究員を辞任した。